# Puchar Narodów Afryki 2008

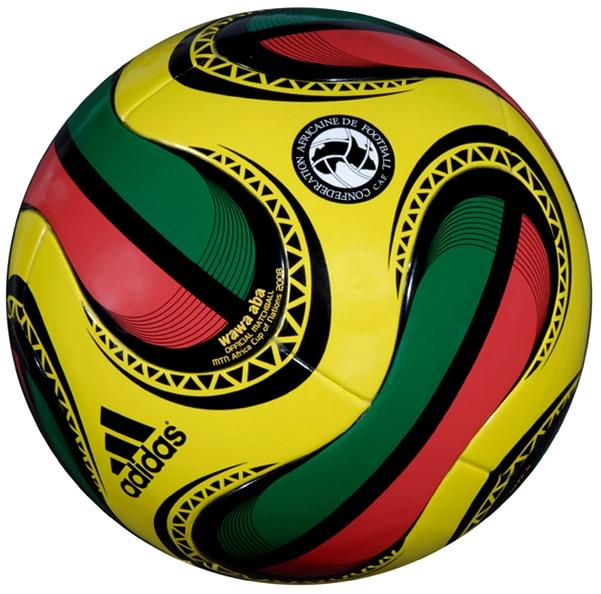
„Wawa Aba” - oficjalna piłka mistrzostw

Puchar Narodów Afryki 2008 był 26. edycją turnieju. Po decyzji CAF odbył się on w Ghanie, od 20 stycznia do 10 lutego 2008.

## Eliminacje/Uczestnicy
Losowanie grup odbyło się 19 października 2007 w stolicy Ghany – Akrze. Zespoły zostały przydzielone do czterech koszyków, ze względu na ich wyniki w minionych edycjach Pucharu Narodów Afryki. Ghana, jako gospodarz, trafiła automatycznie do grupy A. Obrońcy tytułu, drużyna Egiptu, została przypisana do grupy C.
Poniższe drużyny zakwalifikowały się do turnieju:
| Koszyk 1                                | Koszyk 2                                                    | Koszyk 3                                         | Koszyk 4                               |
| --------------------------------------- | ----------------------------------------------------------- | ------------------------------------------------ | -------------------------------------- |
| 1. Ghana 2. Egipt 3. Nigeria 4. Tunezja | 1. Kamerun 2. Wybrzeże Kości Słoniowej 3. Maroko 4. Senegal | 1. Gwinea 2. Mali 3. Południowa Afryka 4. Zambia | 1. Angola 2. Benin 3. Namibia 4. Sudan |

## Stadiony
| Miasto           | Stadion                   | Pojemność |
| ---------------- | ------------------------- | --------- |
| Kumasi           | Baba Yara Stadium         | 51 500    |
| Akra             | Ohene Djan Sports Stadium | 40 000    |
| Tamale           | Tamale Stadium            | 21 017    |
| Sekondi-Takoradi | Sekondi-Takoradi Stadium  | 20 000    |

## Sędziowie główni
- Eddy Maillet
- Coffi Codjia
- Koman Coulibaly
- Jerome Damon
- Mohamed Benouza
- Badara Diatta
- Raphael Divine Evehe
- Modou Sowe
- Alex Kotey
- Kokou Djaoupe
- Abderrahim El Arjoun
- Kenias Marange
- Muhmed Ssegonga
- Djamel Haimoudi
- Kacem Bennaceur
- Yuuichi Nishimura

## Faza grupowa

### Grupa A
| Drużyna | Pkt | M | Z | R | P | Br+ | Br- | +/- |
| ------- | --- | - | - | - | - | --- | --- | --- |
| Ghana   | 9   | 3 | 3 | 0 | 0 | 5   | 1   | + 4 |
| Gwinea  | 4   | 3 | 1 | 1 | 1 | 5   | 5   | 0   |
| Maroko  | 3   | 3 | 1 | 0 | 2 | 7   | 6   | + 1 |
| Namibia | 1   | 3 | 0 | 1 | 2 | 2   | 7   | - 5 |

| 20 stycznia 2008 18:00 CET | Ghana · A. Gyan 55' (k.) · Muntari 90' | 2-1(0-0) | Gwinea · Kalabane 65' | Ohene Djan Sports Stadium, Akra · Widzów: 40 000 · Sędzia: E. Maillet, Seszele |
|                            |                                        |          |                       |                                                                                |

| 21 stycznia 2008 16:00 CET | Namibia · Brendell 23' | 1-5(1-4) | Maroko · Alloudi 2', 5', 28' · Sektioui 40' (k.) · Zerka 74' | Ohene Djan Sports Stadium, Akra · Widzów: 1000 · Sędzia: R. D. Evehe, Kamerun |
|                            |                        |          |                                                              |                                                                               |

| 24 stycznia 2008 18:00 CET | Gwinea · Feindouno 11' 63'(k.) · Bangoura 59' | 3-2(1-0) | Maroko · Aboucherouane 60' · Ouaddou 90+1' | Ohene Djan Sports Stadium, Akra Widzów: 30 000 Sędzia: J. Damon, RPA |
|                            |                                               |          |                                            |                                                                      |

| 24 stycznia 2008 20:30 CET | Ghana · Agogo 41' | 1-0(1-0) | Namibia | Ohene Djan Sports Stadium, Akra · Widzów: 40 000 · Sędzia: K. Bennaceur, Tunezja |
|                            |                   |          |         |                                                                                  |

| 28 stycznia 2008 18:00 CET | Ghana · Essien 26' · Muntari 45' | 2-0(2-0) | Maroko | Ohene Djan Sports Stadium, Akra · Widzów: 40 000 · Sędzia: M. Sowe, Gambia |
|                            |                                  |          |        |                                                                            |

| 28 stycznia 2008 18:00 CET | Gwinea · Youla 62' | 1-1(0-0) | Namibia · Brendell 81' | Sekondi Stadium, Sekondi-Takoradi · Widzów: 1 000 · Sędzia: M. Ssegonga, Uganda |
|                            |                    |          |                        |                                                                                 |

### Grupa B
| Drużyna                  | Pkt | M | Z | R | P | Br+ | Br- | +/- |
| ------------------------ | --- | - | - | - | - | --- | --- | --- |
| Wybrzeże Kości Słoniowej | 9   | 3 | 3 | 0 | 0 | 8   | 1   | + 7 |
| Nigeria                  | 4   | 3 | 1 | 1 | 1 | 2   | 1   | + 1 |
| Mali                     | 4   | 3 | 1 | 1 | 1 | 1   | 3   | - 2 |
| Benin                    | 0   | 3 | 0 | 0 | 3 | 1   | 7   | - 6 |

| 21 stycznia 2008 18:00 CET | Nigeria | 0-1(0-0) | Wybrzeże Kości Słoniowej · Kalou 66' | Sekondi Stadium, Sekondi-Takoradi · Widzów: 20 000 · Sędzia: M. Benouza, Algieria |
|                            |         |          |                                      |                                                                                   |

| 21 stycznia 2008 20:30 CET | Mali · Kanouté 49' (k.) | 1-0(0-0) | Benin | Sekondi Stadium, Sekondi-Takoradi Widzów: 11 000 Sędzia: J. Damon, RPA |
|                            |                         |          |       |                                                                        |

| 25 stycznia 2008 18:00 CET | Wybrzeże Kości Słoniowej · Drogba 40' · Y. Touré 44' · K. Keïta 53' · Dindane 63' | 4-1(2-0) | Benin · Omotoyossi 90+1' | Sekondi Stadium, Sekondi-Takoradi · Sędzia: K. Marange, Zimbabwe |
|                            |                                                                                   |          |                          |                                                                  |

| 25 stycznia 2008 20:30 CET | Nigeria | 0-0(0-0) | Mali | Sekondi Stadium, Sekondi-Takoradi · Widzów: 16 000 · Sędzia: A. El Arjoune, Maroko |
|                            |         |          |      |                                                                                    |

| 29 stycznia 2008 18:00 CET | Nigeria · Mikel 52' · Yakubu 86' | 2-0(0-0) | Benin | Sekondi Stadium, Sekondi-Takoradi · Widzów: 4 000 · Sędzia: K. Bennaceur, Tunezja |
|                            |                                  |          |       |                                                                                   |

| 29 stycznia 2008 18:00 CET | Wybrzeże Kości Słoniowej · Drogba 9' · Zoro 54' · Sanogo 85' | 3-0(1-0) | Mali | Ohene Djan Sports Stadium, Akra · Sędzia: E. Maillet, Seszele |
|                            |                                                              |          |      |                                                               |

### Grupa C
| Drużyna | Pkt | M | Z | R | P | Br+ | Br- | +/- |
| ------- | --- | - | - | - | - | --- | --- | --- |
| Egipt   | 7   | 3 | 2 | 1 | 0 | 8   | 3   | + 5 |
| Kamerun | 6   | 3 | 2 | 0 | 1 | 10  | 5   | + 5 |
| Zambia  | 4   | 3 | 1 | 1 | 1 | 5   | 6   | - 1 |
| Sudan   | 0   | 3 | 0 | 0 | 3 | 0   | 9   | - 9 |

| 22 stycznia 2008 18:00 CET | Egipt · Hosni 14' (k.) 81' · Zidan 17', 45+2' | 4-2(3-0) | Kamerun · Eto’o 51' 90+2' (k.) | Baba Yara Stadium, Kumasi · Widzów: 42 000 · Sędzia: M. Sowe, Gambia |
|                            |                                               |          |                                |                                                                      |

| 22 stycznia 2008 20:30 CET | Sudan | 0-3(0-1) | Zambia · Chamanga 2' · J. Mulenga 51' · F. Katongo 58' | Baba Yara Stadium, Kumasi · Widzów: 35 000 · Sędzia: B. Diatta, Senegal |
|                            |       |          |                                                        |                                                                         |

| 26 stycznia 2008 18:00 CET | Kamerun · Geremi 28' · Job 32' 82' · Emana 44' · Eto’o 65' (k.) | 5-1(3-0) | Zambia · C. Katongo 90' | Baba Yara Stadium, Kumasi · Widzów: 10 000 · Sędzia: Y. Nishimura, Japonia |
|                            |                                                                 |          |                         |                                                                            |

| 26 stycznia 2008 20:30 CET | Egipt · Hosni 29' (k.) · Aboutreika 78' 83' | 3-0(1-0) | Sudan | Baba Yara Stadium, Kumasi · Widzów: 44 000 · Sędzia: C. Codjia, Benin |
|                            |                                             |          |       |                                                                       |

| 30 stycznia 2008 18:00 CET | Kamerun · Eto’o 27' (k.) 90+2' · El Khider 33' (samob.) | 3-0(2-0) | Sudan | Tamale Stadium, Tamale · Widzów: 10 000 · Sędzia: K. Djaoupe, Togo |
|                            |                                                         |          |       |                                                                    |

| 30 stycznia 2008 18:00 CET | Egipt · Zaki 15' | 1-1(1-0) | Zambia · C. Katongo 88' | Baba Yara Stadium, Kumasi · Sędzia: K. Coulibaly, Mali |
|                            |                  |          |                         |                                                        |

### Grupa D
| Drużyna | Pkt | M | Z | R | P | Br+ | Br- | +/- |
| ------- | --- | - | - | - | - | --- | --- | --- |
| Tunezja | 5   | 3 | 1 | 2 | 0 | 5   | 3   | + 2 |
| Angola  | 5   | 3 | 1 | 2 | 0 | 4   | 2   | + 2 |
| Senegal | 2   | 3 | 0 | 2 | 1 | 4   | 6   | - 2 |
| RPA     | 2   | 3 | 0 | 2 | 1 | 3   | 5   | - 2 |

| 23 stycznia 2008 18:00 CET | Tunezja · Jemâa 9' · Traoui 82' | 2-2(1-1) | Senegal · Bayal Sall 45+1' · D. Kamara 66' | Tamale Stadium, Tamale · Widzów: 12 000 · Sędzia: Y. Nishimura, Japonia |
|                            |                                 |          |                                            |                                                                         |

| 23 stycznia 2008 20:30 CET | RPA · van Heerden 87' | 1-1(0-1) | Angola · Manucho 30' | Tamale Stadium, Tamale · Widzów: 15 000 · Sędzia: K. Coulibaly, Mali |
|                            |                       |          |                      |                                                                      |

| 27 stycznia 2008 18:00 CET | Senegal · Faye 20' | 1-3(1-0) | Angola · Manucho 50' 67' · Flavio 78' | Tamale Stadium, Tamale · Widzów: 10 000 · Sędzia: D. Haimoudi, Algieria |
|                            |                    |          |                                       |                                                                         |

| 27 stycznia 2008 20:30 CET | Tunezja · dos Santos 8' 33' · Ben Saada 32' | 3-1(3-0) | RPA · Mphela 87' | Tamale Stadium, Tamale · Sędzia: K. Djaoupe, Togo |
|                            |                                             |          |                  |                                                   |

| 31 stycznia 2008 18:00 CET | Senegal · H. Camara 37' | 1-1(1-1) | RPA · van Heerden 14' | Tamale Stadium, Tamale · Sędzia: A. Kotey, Ghana |
|                            |                         |          |                       |                                                  |

| 31 stycznia 2008 18:00 CET | Tunezja | 0-0(0-0) | Angola | Baba Yara Stadium, Kumasi · Sędzia: C. Codjia, Benin |
|                            |         |          |        |                                                      |

## Runda finałowa
|  |                             |              |                   |                 |   |           |                  |                   |                   |                   |                   |       |       |
|  | Ćwierćfinały                | Ćwierćfinały | Ćwierćfinały      |                 |   | Półfinały | Półfinały        | Półfinały         |                   |                   | Finał             | Finał | Finał |
|  | Ćwierćfinały                | Ćwierćfinały | Ćwierćfinały      |                 |   | Półfinały | Półfinały        | Półfinały         |                   |                   | Finał             | Finał | Finał |
|  | 3 lutego – Akra             |              |                   |                 |   |           |                  |                   |                   |                   |                   |       |       |
|  |                             |              |                   |                 |   |           |                  |                   |                   |                   |                   |       |       |
|  | Ghana                       | Ghana        | 2                 |                 |   |           |                  |                   |                   |                   |                   |       |       |
|  | Ghana                       | Ghana        | 2                 | 7 lutego – Akra |   |           |                  |                   |                   |                   |                   |       |       |
|  | Nigeria                     | Nigeria      | 1                 |                 |   |           |                  |                   |                   |                   |                   |       |       |
|  | Nigeria                     | Nigeria      | 1                 |                 |   | Ghana     | Ghana            | 0                 |                   |                   |                   |       |       |
|  | 4 lutego – Tamale           |              |                   |                 |   | Ghana     | Ghana            | 0                 |                   |                   |                   |       |       |
|  |                             |              | Kamerun           | Kamerun         | 1 |           |                  |                   |                   |                   |                   |       |       |
|  | Tunezja                     | Tunezja      | Kamerun           | Kamerun         | 1 | 2         |                  |                   |                   |                   |                   |       |       |
|  | Tunezja                     | Tunezja      |                   |                 |   | 2         | 10 lutego – Akra |                   |                   |                   |                   |       |       |
|  | Kamerun                     | Kamerun      | 3                 |                 |   |           |                  |                   |                   |                   |                   |       |       |
|  | Kamerun                     | Kamerun      | 3                 |                 |   | Kamerun   | Kamerun          | 0                 |                   |                   |                   |       |       |
|  | 3 lutego – Sekondi-Takoradi |              |                   |                 |   | Kamerun   | Kamerun          | 0                 |                   |                   |                   |       |       |
|  |                             |              | Egipt             | Egipt           | 1 |           |                  |                   |                   |                   |                   |       |       |
|  | WKS                         | WKS          | Egipt             | Egipt           | 1 | 5         |                  |                   |                   |                   |                   |       |       |
|  | WKS                         | WKS          | 7 lutego – Kumasi |                 |   | 5         |                  |                   |                   |                   |                   |       |       |
|  | Gwinea                      | Gwinea       | 0                 |                 |   |           |                  |                   |                   |                   |                   |       |       |
|  | Gwinea                      | Gwinea       | 0                 |                 |   | WKS       | WKS              | 1                 | Mecz o 3. miejsce | Mecz o 3. miejsce | Mecz o 3. miejsce |       |       |
|  | 4 lutego – Kumasi           |              |                   |                 |   | WKS       | WKS              | 1                 | Mecz o 3. miejsce | Mecz o 3. miejsce | Mecz o 3. miejsce |       |       |
|  |                             |              | Egipt             | Egipt           | 4 |           |                  | 9 lutego – Kumasi | 9 lutego – Kumasi | 9 lutego – Kumasi |                   |       |       |
|  | Egipt                       | Egipt        | Egipt             | Egipt           | 4 | 2         |                  | 9 lutego – Kumasi | 9 lutego – Kumasi | 9 lutego – Kumasi |                   |       |       |
|  | Egipt                       | Egipt        |                   |                 |   |           |                  | Ghana             | Ghana             | 4                 |                   |       |       |
|  | Angola                      | Angola       | 1                 |                 |   |           |                  |                   | Ghana             | 4                 |                   |       |       |
|  | Angola                      | Angola       | 1                 |                 |   |           |                  | WKS               | WKS               | 2                 |                   |       |       |
|  |                             |              |                   |                 |   |           |                  |                   | WKS               | 2                 |                   |       |       |

### Ćwierćfinały
| 3 lutego 2008 18:00 CET | Ghana · Essien 45+3' · Agogo 83' | 2-1(1-1) | Nigeria · Yakubu 35' (k.) | Ohene Djan Sports Stadium, Akra Widzów: 40 000 Sędzia: M. Benouza, Algieria |
|                         |                                  |          |                           |                                                                             |

| 3 lutego 2008 21:30 CET | Wybrzeże Kości Słoniowej · K. Keïta 25' · Drogba 70' · Kalou 72' 81' · B. Koné 86' | 5-0(1-0) | Gwinea | Sekondi Stadium, Sekondi-Takoradi Widzów: 14 000 Sędzia: D. Haimoudi, Algieria |
|                         |                                                                                    |          |        |                                                                                |

| 4 lutego 2008 18:00 CET | Egipt · Hosni 23' (k.) · Zaki 38' | 2-1(2-1) | Angola · Manucho 27' | Baba Yara Stadium, Kumasi Widzów: 5 000 Sędzia: Y. Nishimura, Japonia |
|                         |                                   |          |                      |                                                                       |

| 4 lutego 2008 21:30 CET | Tunezja · Ben Saada 34' · Chikhaoui 81' | 2-3 po dogrywce(1-2) | Kamerun · M’Bia 19' 93' · Geremi 27' | Tamale Stadium, Tamale Widzów: 15 000 Sędzia: K. Coulibaly, Mali |
|                         |                                         |                      |                                      |                                                                  |

### Półfinały
| 7 lutego 2008 18:00 CET | Ghana | 0-1(0-0) | Kamerun · Nkong 72' | Ohene Djan Sports Stadium, Akra Widzów: 40 000 Sędzia: A. El Arjoune, Maroko |
|                         |       |          |                     |                                                                              |

| 7 lutego 2008 21:30 CET | Wybrzeże Kości Słoniowej · K. Keïta 63' | 1-4(0-1) | Egipt · Fathi 12' · Zaki 62' 67' · Aboutreika 90+1' | Baba Yara Stadium, Kumasi Sędzia: E. Maillet, Seszele |
|                         |                                         |          |                                                     |                                                       |

### o 3 miejsce
| 9 lutego 2008 18:00 CET | Ghana · Muntari 10' · Owusu-Abeyie 70' · Agogo 80' · Dramani 85' | 4-2(1-2) | Wybrzeże Kości Słoniowej · Sanogo 24' 32' | Baba Yara Stadium, Kumasi Sędzia: J. Damon, RPA |
|                         |                                                                  |          |                                           |                                                 |

### Finał
| 10 lutego 2008 18:00 CET | Kamerun | 0-1(0-0) | Egipt · Aboutreika 77' | Ohene Djan Sports Stadium, Akra Widzów: 22 000 Sędzia: C. Codjia, Benin |
|                          |         |          |                        |                                                                         |

## Strzelcy
5 goli

- Samuel Eto’o

4 gole

- Manucho Gonçalves
- Mohamed Aboutreika
- Hosni Abd-Rabou
- Amr Zaki

3 gole

- Didier Drogba
- Salomon Kalou
- Abdul Kader Keïta
- Boubacar Sanogo
- Junior Agogo
- Sulley Muntari
- Soufiane Alloudi

2 gole

- Mohamed Zidan
- Michael Essien
- Pascal Feindouno
- Joseph-Désiré Job
- Stéphane M’Bia
- Geremi Njitap
- Brian Brendell
- Yakubu Aiyegbeni
- Elrio van Heerden
- Chaouki Ben Saada
- Francileudo dos Santos
- Chris Katongo

1 gol

- Flavio
- Razak Omotoyossi
- Ahmed Fathi
- Haminu Dramani
- Asamoah Gyan
- Quincy Owusu-Abeyie
- Ismaël Bangoura
- Oumar Kalabane
- Souleymane Youla
- Achille Emana
- Alain Nkong
- Frédéric Kanouté
- Hicham Aboucherouane
- Abdeslam Ouaddou
- Tarik Sektioui
- Monsef Zerka
- John Obi Mikel
- Katlego Mphela
- Henri Camara
- Abdoulaye Diagne-Faye
- Diomansy Kamara
- Moustapha Bayal Sall
- Yassine Chikhaoui
- Issam Jemâa
- Mejdi Traoui
- Aruna Dindane
- Bakari Koné
- Yaya Touré
- Marc-André Zoro
- James Chamanga
- Felix Katongo
- Jacob Mulenga

1 samobójczy

- Mohamed El Khider